# Stuart Attwell

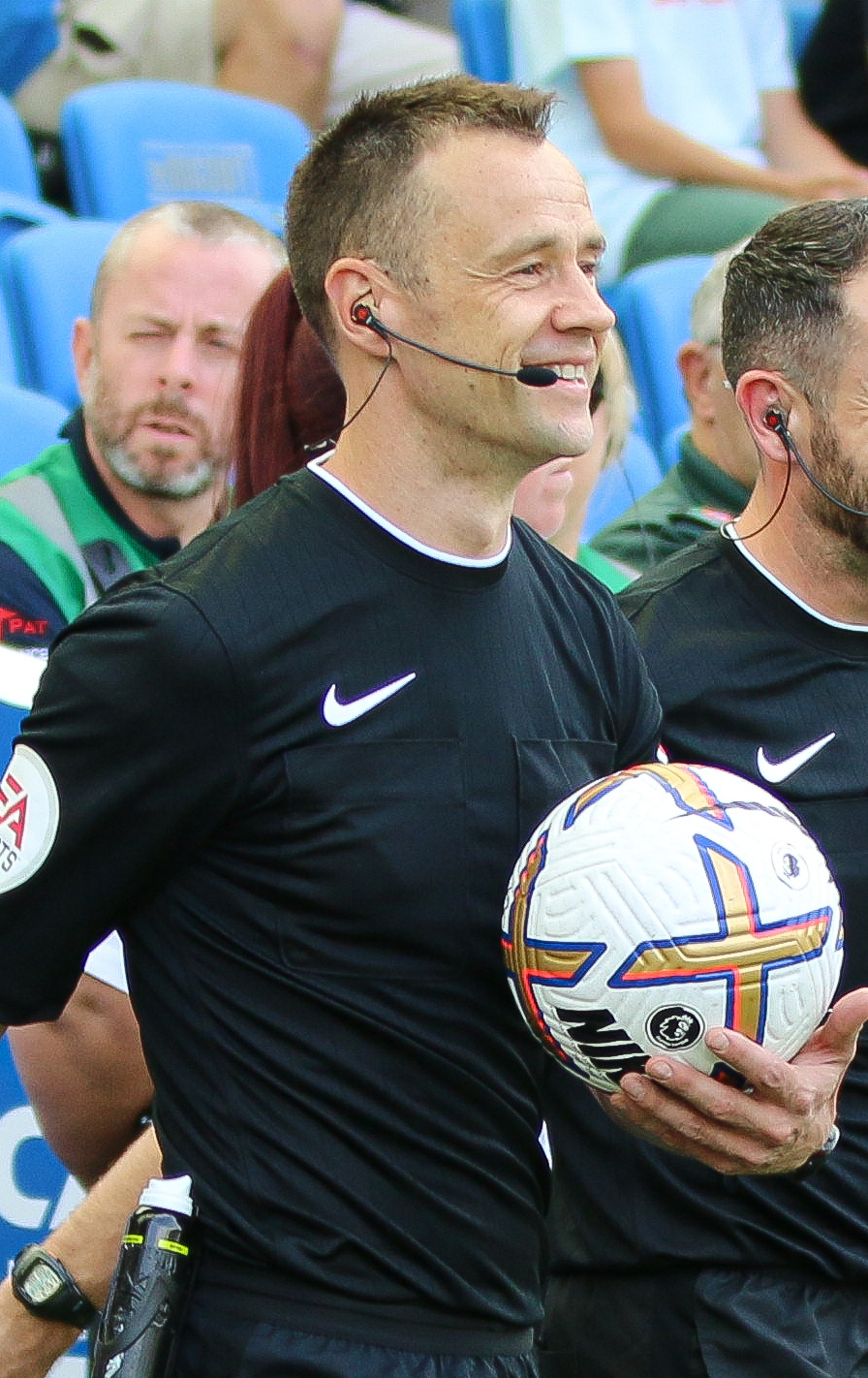
Stuart Attwell, 2022

Stuart Attwell (* 6. Oktober 1982 in Nuneaton) ist ein englischer Fußballschiedsrichter.
Attwell leitet hauptsächlich Spiele in der Premier League, seitdem er 2008 als bislang jüngster Schiedsrichter in die höchste Gruppe der englischen Schiedsrichter aufgestiegen ist. 2012 wurde er herabgestuft und leitete im Folgenden hauptsächlich Spiele in der Football League. 2016 kehrte er in die höchste Gruppe der englischen Schiedsrichter und die Premier League zurück.
Seit 2009 steht er auf der FIFA-Liste und leitet internationale Fußballspiele.
Bei der U-19-Europameisterschaft 2011 in Rumänien leitete Attwell zwei Gruppenspiele sowie das Finale zwischen Tschechien und Spanien (2:3 n. V.).
Bei der paneuropäischen Europameisterschaft 2021 wurde Attwell als Videoschiedsrichter eingesetzt.
Am 27. Februar 2022 war Attwell Schiedsrichter des Finales im EFL Cup 2021/22 zwischen dem FC Chelsea und dem FC Liverpool, das im Elfmeterschießen nach erst 22 Schützen entschieden wurde (0:0 n. V., 10:11 i. E.).
Im April 2024 wurde Attwell als Videoschiedsrichter für die Europameisterschaft 2024 in Deutschland nominiert.